# Бой под Наумовкой (1919)
Бой под Наумовкой между деникинскими войсками и частями красных — состоялся 13 июля 1919 в период похода на Москву.
После взятия Белгорода частями ВСЮР большевики немедленно предприняли контрнаступление на город с северного направления, но понесли тяжелое поражение в боях у станций Сажное и Тетеревино.
Потерпев неудачу, красное командование сменило направление удара, попытавшись перерезать железнодорожную линию Харьков — Белгород и выйти в тыл частям 1-й дивизии, занимавшей Белгород. С этой целью 3–й батальон 35-го Печенежского полка и 1-й батальон 1-го Грайворонского революционного полка, стоявшие в большой слободе Борисовке, были направлены к станции Наумовка. Для отражения удара 12 июля из Белгорода в Наумовку поездом были переброшены 1-й батальон Марковского полка и 1-я Марковская батарея.
На следующий день белые встретили противника в 12 верстах от железной дороги. Продвижение марковцев было вскоре остановлено, так как их быстро обошли с флангов превосходящие силы красных. От полного окружения добровольцев спасло прибытие резервной роты, которая пожертвовала собой, обеспечив отступление прочих частей. От разгрома белых спасло событие, которое историограф Марковского полка В. Е. Павлов считает «чудом»: один из красных батальонов (400 человек), совершавших обход, внезапно в полном составе сдался в плен. Его командир штабс-капитан Дубинин заявил командовавшему марковцами капитану Д. А. Слоновскому, что сдал в плен свое подразделение с полного согласия всех чинов. Раздражение белых тем, что русский офицер командовал у большевиков, Дубинин парировал фразой: «Вы можете меня расстрелять, но не оскорблять!». Его мужество и самообладание произвели впечатление и штабс-капитана немедленно с тремя десятками солдат по его выбору назначили в разведывательную команду при батальоне и через некоторое время под его началом уже было сто штыков, с которыми он «выполнял бесстрашно любые задания».
Развивая успех, белые на следующий день овладели Борисовкой, но господствующие высоты на другом берегу Ворсклы с налета взять не удалось. 3-я рота готовилась к ночной атаке, а 1-я батарея начала пристрелку, чему противодействовала батарея красных, огонь которой направлял корректировщик, засевший на колокольне стоявшего на высотах древнего женского монастыря. «Несколько шрапнелей и, как стон раненого, отозвался один из колоколов, в который попал осколок. Стон, болезненно 
отозвавшийся в сердцах марковцев». Ночью высоты и монастырь были взяты.
Группа офицеров во главе с командиром батальона посетила монастырь, где получила благословение настоятеля, раздавшего всем черные монастырские четки, как символ служения вере. Офицеры решили, что отныне всем марковцам будет позволено носить монашеские четки, как своеобразное дополнение к голым черным погонам с белой опушкой, символизировавшим смерть и воскресение, но эта практика не была поддержана начальством и ношение четок не закрепилось как часть униформы.
С 15 июля по 3 августа положение у Борисовки оставалось относительно спокойным, лишь время от времени происходили стычки и перестрелки. Две роты предприняли наступление на станцию Ново-Борисовка, после короткого боя батальон оседлал линию Харьков-Готня. Однажды красные провели смелую ночную атаку, рассеяли одну из рот и заставили часть бойцов до утра пролежать в болоте. Красные часто сдавались в плен; однажды к марковцам перешла целая рота с двумя офицерами — командирами роты и батальона. В виду сосредоточения крупных сил неприятеля у Готни 1 августа, в ходе подготовки наступления на эту станцию, в Борисовку был переброшен дополнительно 4-й батальон (800 штыков).

## Комментарии
1. ↑  В то время в ней проживало 40 000 человек (Павлов, с. 51, Леонтьев, с. 215)